# Glacies alticolaria
Glacies alticolaria is een vlinder uit de familie spanners (Geometridae). De wetenschappelijke naam is voor het eerst geldig gepubliceerd in 1853 door Mann.
De soort komt voor in Europa.